# Tutto quello che non c'è
Tutto quello che non c'è è un singolo del cantautore italiano Carlo Zannetti, pubblicato il 15 maggio 2017.

## Descrizione
Il disco è stato pubblicato dall'etichetta discografica EmuBands.

## Tracce
1. Tutto quello che non c'é – 5:23 (Carlo Zannetti)